# Apocinesia dilatata
Apocinesia dilatata är en fjärilsart som beskrevs av Walker 1884. Apocinesia dilatata ingår i släktet Apocinesia och familjen tandspinnare. Inga underarter finns listade i Catalogue of Life.